# Національний музей у Гітезі
3°25′06″ пд. ш. 29°54′31″ сх. д. / 3.418236° пд. ш. 29.908485° сх. д.
Національний музей у Гітезі (фр. Musée national de Gitega) відкритий у 1955 році у другому за величиною місті Бурунді — Гітезі.

## Про музей
Музей складається з двох об'єктів: власне будівлі музею і святилища барабанщиків неподалік.
В колекції музею знаходиться широкий спектр експонатів історичної та культурної спадщини Бурунді, включаючи фотографії монархів, документи про геноцид, а також королівські барабани, предмети побуту, твори мистецтва, музичні та танцювальні інструменти, традиційний одяг, прикраси та зброю, начиння і багато іншого.